# Surinamska Wojna Wewnętrzna
Surinamska Wojna Wewnętrzna (holenderski: Binnenlandse Oorlog) była wojną domową prowadzoną w regionie Sipaliwini w Surinamie w latach 1986–1991. Połączone siły Tucayana Amazonas, których dowódcą był Thomas Sabajo i Jungle Commando (grupa dowodzona przez Ronniego Brunswijka, której członkowie wywodzili się z grupy etnicznej Maronów), walczyły przeciwko Armii Narodowej kierowanej przez ówczesnego szefa armii i de facto szefa państwa Desiego Bouterse’a.

## Tło
Surinam ma jedną z najbardziej zróżnicowanych etnicznie populacji w Ameryce Południowej, z ludnością etniczną Indian (południowoazjatycką), jawajską, chińską, europejską, indiańską, afrykańską (kreolską oraz ludu Maroni) i pochodzenia wielorasowego. Przodkowie Maronów byli afrykańskimi niewolnikami, którzy uciekli z przybrzeżnego Surinamu między połową XVII a końcem osiemnastego wieku, tworząc wewnątrz kraju niezależne osady. Osiedlili się na terenie surinamskich kolonii i uzyskali niepodległość, podpisując traktat pokojowy z Holendrami w latach 60. XVIII wieku. Holendrzy nie byli w stanie ich pokonać i zgodzili się na ich autonomię na swoim terytorium.
W 1975 roku Surinam uzyskał pełną niezależność od Holandii. Dési Bouterse uczestniczył w budowie armii narodowej. Pięć lat później, w 1980 roku, on i piętnastu innych sierżantów wojskowych przeprowadzili krwawy zamach stanu przeciwko rządowi kraju. W rezultacie Bouterse ostatecznie przejął władzę w kraju. W 1987 r. nakazał Zgromadzeniu Narodowemu przyjęcie nowej konstytucji, która pozwoliła mu nadal pełnić funkcję szefa armii, ponieważ ustanowiono rząd cywilny pod ścisłym nadzorem.

## Konflikt
Wojna początkowo była osobistym sporem między Boutersem i Brunswijkiem, Maronem, który był byłym ochroniarzem Bouterse’a. Później przybrała ona wymiar polityczny. Brunswijk domagał się reform demokratycznych, praw obywatelskich i rozwoju gospodarczego dla mniejszości marońskiej w kraju.
W listopadzie 1986 r. siły wojskowe zaatakowały wioskę Moiwana, rodzinną miejscowość Brunswijka. Zamordowano 39 osób, głównie kobiety i dzieci. Zniszczono większość wioski, paląc dom Brunswijka i innych mieszkańców. Ponad 100 ocalałych uciekło przez granicę do Gujany Francuskiej.
1 czerwca 1989 r. rebelianci zdobyli Afobaka Dam, główną elektrownię wodną Surinamu, i zagrozili zalaniem stolicy Paramaribo, jeśli rząd nie zgodzi się na negocjacje. Pomimo zagrożeń rebelianci wycofali się 36 godzin później na rozkaz Brunswijka.
7 czerwca 1989 r. odbyły się rozmowy na wyspie Portal. Delegacje osiągnęły porozumienie w sprawie wstępnego traktatu pokojowego. Rząd podpisał pakt 21 lipca 1989 r., który został zatwierdzony przez parlament 7 sierpnia 1989 r. W zawartym porozumieniu obie strony deklarowały zamiar zakończenia konfliktu i działań wojennych.
Zawieszenie broni zostało podpisane w czerwcu 1989 r. Program pomocy w nagłych wypadkach mający na celu odbudowę wiosek Maronów, zniesienie stanu wyjątkowego we wschodniej części kraju oraz powrót uchodźców do Surinamu były jednymi z działań zapoczątkowanych przez porozumienie pokojowe. Rząd zaproponował, aby oddziały Jungle Commando zostały przekształcone w jednostkę bezpieczeństwa, by patrolować wnętrze kraju.
Naruszenia zawieszenia broni miały jednak miejsce (już po zawarciu rozejmu), nie przeradzając się w konflikt o szerszej skali. Ale do września 1989 r. zginęło co najmniej 300 osób, zniszczono liczne wioski, a wydobycie boksytu i aluminium zostało przerwane. Szacuje się, że 7000 maronów uciekło do obozów dla uchodźców w Gujanie Francuskiej.
W dniu 19 marca 1991 r. odbyło się spotkanie przedstawicieli obu stron we wschodnim mieście górniczym Moengo. Rząd zaproponował integrację Jungle Commando z Armią Surinamu i pracę Maronów przy poszukiwaniach złota i w leśnictwie w zamian za całkowite rozbrojenie.
W dniu 27 marca 1991 r. odbyły się końcowe rozmowy w miejscowości Drietabbetje, skutecznie kończące konflikt. Pomimo porozumienia wielu urzędników i członków Jungle Commando mieszkających w Holandii potępiło warunki umowy i przyrzekło nadal kontynuować walkę zbrojną.

## Przestępstwa wojenne
W dniach 7 i 8 grudnia 1982 r. żandarmi porwali 15 mężczyzn ze swoich łóżek, w większości cywilów, umieścili ich w autobusie, a następnie zamordowali ich po wniesieniu przeciwko nim oskarżeń o konspirację. Ofiarami byli wszyscy członkowie Surinamskiego Stowarzyszenia na rzecz Demokracji, grupy krytycznej wobec surinamskiego rządu wojskowego. Grupa, według urzędników państwowych, była częścią konspiracji, która planowała zamach stanu w Boże Narodzenie. Państwo później przyznało się do prowadzenia nieodpowiednich dochodzeń w tej sprawie. Dochodzenie rozpoczęło się w 2008 r. Pomimo przyjęcia odpowiedzialności politycznej, Bouterse odmówił bezpośredniego zaangażowania.
29 listopada 1986 r. rząd wojskowy stracił ponad 40 osób, w tym kobiety i dzieci, i spalił wioskę Moiwana. Trzy lata po ataku wydano oświadczenie, w którym Bouterse przejął bezpośrednią odpowiedzialność za morderstwa. W wyniku dochodzenia prowadzonego przez Międzyamerykańską Komisję Praw Człowieka (IACHR) rząd Surinamu przeprosił rodziny ofiar w 2006 r., dodatkowo wypłacając odszkodowanie pozostałym przy życiu. Sprawcy zbrodni pozostali bezkarni.
W dniu 31 grudnia 1987 r. podczas operacji przeciwpowstańczej w rejonie Atjoni siedmiu marońskich cywilów zostało wypędzonych pojazdem wojskowym pod zarzutem przynależności do Jungle Commando. Kilka mil dalej, sześciu maronów zostało straconych, podczas gdy siódmy zmarł z powodu odniesionych obrażeń podczas próby ucieczki. Dochodzenie IACHR w tej sprawie zostało wszczęte w styczniu 1988 roku. W dniu 10 września 1993 r. sąd przyznał rodzinom ofiar 450 tysięcy dolarów odszkodowania i zażądał od Surinamu zrekompensowania rodzinom wydatków poniesionych na zlokalizowanie ciał ofiar. Druga decyzja (w tej samej sprawie) określała z kolei niewystarczające reparacje finansowe, nakazując państwu ponowne otwarcie przychodni medycznej w Saramacca i szkoły we wsi ofiar.